# Glas (maritimt)
 For alternative betydninger, se Glas (flertydig). (Se også artikler, som begynder med Glas)
Glas er en ældre tidsangivelse til søs. Et glas svarer til en halv time.
Døgnet om bord på et skib inddeles i 6 vagter på hver fire timer. Vagten mellem 1600 og 2000 er yderligere delt op i to to-timers vagter så der i alt er 7 vagtperioder og dermed et ulige antal vagter. Vagtholdene er således ikke er låst fast i de samme perioder hele sejladsen, men skifter derimod vagtperiode hver anden dag. En anden fordel ved at opdele vagten i to dele er at alle om bord på skibet kan få aftensmad omkring klokken 18. De 7 vagter er benævnt:
| Fra  | Til  | Periode            |
| ---- | ---- | ------------------ |
| 0000 | 0400 | Hundevagten        |
| 0400 | 0800 | Dagvagten          |
| 0800 | 1200 | Formiddagsvagten   |
| 1200 | 1600 | Eftermiddagsvagten |
| 1600 | 1800 | Tevagten           |
| 1800 | 2000 | Kvældsvagten       |
| 2000 | 2400 | Første vagt        |

Hver vagt deles i 8 glas, hvorved et glas betegnes som en halv time. På skibets klokke slås der et antal slag for at markere hvor lang tid af vagten der er gået. Hver hele time angives med et dobbeltslag og hver halve time med et enkelt slag.
| Glas | Hundevagten | Dagvagten | Formiddagsvagten | Eftermiddagsvagten | Tevagten | Kvældsvagten | Første vagt | Slag                             |
| ---- | ----------- | --------- | ---------------- | ------------------ | -------- | ------------ | ----------- | -------------------------------- |
| 1    | 0030        | 0430      | 0830             | 1230               | 1630     | -            | 2030        | Et enkeltslag                    |
| 2    | 0100        | 0500      | 0900             | 1300               | 1700     | -            | 2100        | Et dobbeltslag                   |
| 3    | 0130        | 0530      | 0930             | 1330               | 1730     | -            | 2130        | Et dobbeltslag og et enkeltslag  |
| 4    | 0200        | 0600      | 1000             | 1400               | 1800     | -            | 2200        | To dobbeltslag                   |
| 5    | 0230        | 0630      | 1030             | 1430               | -        | 1830         | 2230        | To dobbeltslag og et enkeltslag  |
| 6    | 0300        | 0700      | 1100             | 1500               | -        | 1900         | 2300        | Tre dobbeltslag                  |
| 7    | 0330        | 0730      | 1130             | 1530               | -        | 1930         | 2330        | Tre dobbeltslag og et enkeltslag |
| 8    | 0400        | 0800      | 1200             | 1600               | -        | 2000         | 0000        | Fire dobbeltslag (vagten tørner) |

På denne måde holdt man skibets besætning orienteret om døgnets og vagtens gang. Det antages at ordet "glas" har haft sit udspring i at man i tidligere tider målte tiden med timeglas. De tidligste urværker var udelukkende pendulure og et sådant ur er ubrugeligt om bord på et skib da søgangen vil forstyrre pendulets gang og gøre uret upræcist – et stabiliseret timeglas er derimod upåvirket af søgang.